# Смирнов, Леонид Васильевич
 Леонид Васильевич Смирно́в (3 [16] апреля 1916, Кузнецк, Саратовская губерния — 21 декабря 2001, Москва) — советский государственный деятель оборонно-промышленного комплекса СССР.
Член ВКП(б) c 1943. Депутат Верховного Совета СССР 6—11 созывов. Член ЦК КПСС (1961—1986). Дважды Герой Социалистического Труда (1961, 1982), лауреат Ленинской премии.

## Биография
Родился 3 (16 апреля) 1916 года в Кузнецке (ныне Пензенской области) в семье рабочего. Здесь же окончил школу № 1.
Окончил вечернее отделение Новочеркасского индустриального института в 1939 году. В 1949 году окончил Промышленную Академию Министерства вооружения СССР.
Во время Великой Отечественной войны занимался подготовкой вооружения для действующей армии.
Послужной список:
- 1930—1933 — ученик ФЗУ, электромонтёр в Ростове-на-Дону.
- 1934—1948 — дежурный электромонтёр, инспектор по электронадзору, инженер, заместитель начальника, начальник цеха, заместитель главного энергетика, начальник теплоэлектроцентрали, главный энергетик Новочеркасского завода горно-шахтного оборудования.
- 1949—1951 — директор ЦНИИ-173 (ныне Центральный научно-исследовательскый институт автоматики и гидравлики) Министерства вооружения СССР.
- 1951—1952 — начальник Главного управления ракетно-космической техники Министерства вооружения СССР.
- 1952—1957 — директор Днепропетровского машиностроительного завода.
- 1957—1961 — начальник Главного управления Государственного комитета Совета Министров СССР по оборонной технике.
- 1961—1963 — председатель Государственного комитета Совета Министров СССР по оборонной технике.
- 1963—1985 — заместитель председателя Совета Министров СССР по оборонным отраслям промышленности, Председатель Комиссии Президиума Совета Министров СССР по военно-промышленным вопросам. В это время участвовал в подготовке ОСВ-1.
- С ноября 1985 года на пенсии.

Участник XXII, XXIII, XXIV, XXV и XXVI съездов КПСС
Умер 18 декабря 2001 года. Похоронен в Москве на Новодевичьем кладбище.
Как вспоминал академик Рэм Петров, инициатор создания Института иммунологии в СССР — Л. В. Смирнов был «очень умный человек, он раньше, чем все медицинские круги, понял, что иммунология нужна стране. Он и стал ключевой фигурой, доказавшей правительству, что такой институт нужен».

## Память

Памятная доска в Новочеркасске

Надгробный памятник на Новодевичьем кладбище Москвы

- 3 августа 1985 года в Кузнецке состоялся торжественный митинг, посвящённый открытию бюста дважды Героя Социалистического Труда, заместителя председателя Совета Министров СССР — Леонида Васильевича Смирнова на перекрёстке улиц Дарвина и Ленина, рядом с 1-й школой, где он учился.
- Памятная доска Смирнову в 2016 году была установлена на здании Энергетического факультета НПИ.

## Награды и премии
- Ленинская премия (1960),
- дважды Герой Социалистического Труда (1961, 1982),
- шесть орденов Ленина,
- орден Трудового Красного Знамени,
- орден Красной Звезды,
- Почётная грамота Правительства Российской Федерации (12 апреля 1996) — за большой личный вклад в развитие оборонных отраслей промышленности, многолетний добросовестный труд и в связи с 80-летием со дня рождения
- Медали.